# Maxime Farazijn
Maxime Farazijn (Ieper, 2 de juny de 1994) és un ciclista belga, professional des del 2016. Actualment corre al Sport Vlaanderen-Baloise.
El seu pare Peter també es dedicà al ciclisme.

## Palmarès
- 2011
  - 1r al Gran Premi André Noyelle
- 2014
  - Vencedor d'una etapa al Circuit de Saône-et-Loire
  - Vencedor d'una etapa a la Volta a Flandes Oriental
- 2015
  - 1r a la Brussel·les-Opwijk
  - Vencedor d'una etapa al Triptyque des Monts et Châteaux